# Корабли измерительного комплекса проекта 1130
Корабль проекта 1130 — корабль измерительного комплекса для выполнения задач по контролю над испытаниями межконтинентальных баллистических ракет.

## История проекта 1130
После первых удачных испытаний МБР стал предельно ясен объём работ, необходимых для развития новой военной составляющей — ракетно-стратегической, для сохранения паритета с американцами. Первые походы кораблей ТОГЭ-4 в океан показали, что у них просто не остаётся резервов времени на пополнение запасов, замену экипажей, ремонт и отдых.
Решение по ТОГЭ-5 было типичным: купить готовые сухогрузы повышенной мореходности, переоборудовать их в Ленинграде и Северным морским путём перегнать на Камчатку. Тогда уже многое было понятно в необходимой конструкции кораблей: и тип корпуса, и набор радиоэлектронных компонентов. Выбор пал на немецкие верфи. Министерство судостроительной промышленности СССР передало только что построенные рудовозы «Дангара» и «Дудинка» на переоборудование в ЦКБ-17 (главный конструктор — А. Е. Михайлов, заместители — Ф. К. Судеревский и И. М. Фомин). «Дангара» была переименована в «Чажму», а второе судно — в «Чумикан». В формуляре этот проект значится, как экспедиционно-океанографический корабль — ЭОК.
Корабли получили более сильное радиотехническое вооружение. Обращали внимание на себя антенны связи «Вяз» и белый шаровой купол над станцией «Арбат». Корабли получили мощный по тем временам дизель и новую РЛС «Ангара». Значительно увеличилось количество аппаратуры радиоэлектронной разведки. Переоборудование проводилось с 8.02.1962 по 6.07.1963 на Балтийском заводе (тогда завод № 189) — ЭОК «Чажма», на Кронштадтском морском заводе — ЭОК «Чумикан». «Чумикан» принят в состав ВМФ 14.07.1963, а «Чажма» — 21.07.1963 года.

## Создание ТОГЭ-5
Командиром ТОГЭ-5 был назначен капитан 1 ранга Е. Я. Онищенко, его заместителем по измерениям — инженер-подполковник В. В. Шмелёв.
Первый командир «Чажмы» — капитан 1 ранга А. М. Калугин, пробыл недолго, после перехода его сменил капитан 2 ранга А. И. Семёнов. Заместитель по измерениям — инженер-подполковник А. Я. Ривкин.
Первый командир «Чумикана» капитан 1 ранга А. И. Матвеев, заместитель по измерениям — капитан 2 ранга Р. Х. Юлдашев. Интересно, что в экипажи кораблей было назначено несколько опытных солдат срочной службы полигонов ПВО и РВСН.
С 23 июля по 5 октября 1963 состоялся переход «Чажмы» и «Чумикана» Северный морским путём, причём часть пути они прошли, ведомые ледоколами «Ленинград» и «Красин», затем их дополнил атомный ледокол «Ленин». Шли не одни — всего в колонне было 11 судов. Ледовая обстановка было сложной, иногда за сутки удавалось пройти всего 10-12 миль. В проливе Лонга наши корабли встретили дальневосточные ледоколы «Москва» и «Лазарев» и состоялась первая встреча с американскими ВМС, вертолёты которых смогла отогнать только береговая авиация.
C приходом на Камчатку в соединение вошёл КИК «Чукотка», образовав 5-ю Тихоокеанскую океанографическую экспедицию, 2-й Плавучий измерительный комплекс Министерства обороны СССР. До 1974 года ТОГЭ-4 и ТОГЭ-5 существовали как отдельные соединения ВМФ. Затем они были объединены в ОГЭ-5, и в 1984 году преобразованы в 35-ю бригаду кораблей измерительного комплекса.

## Конструкция
Общая высота корабля 49 м, корабль имел 80 спальных мест для офицеров, 40 — для мичманов и 195 — для матросов. Корпус состоял из 205 шпангоутов со шпацией 600—700 мм, имел 12 водонепроницаемых переборок и обеспечивал 2-отсечную непотопляемость. Движитель — 4-лопастной винт диаметром 5 м. Он обеспечивал наибольшую скорость хода в 15 узлов.
Запасы дизельного топлива составляли 1760 т, мазута — 1800 т, питьевой воды — 60, мытьевой — 290, котельной — 70 т. Следует сказать, что новые КИКи приобрели устройства приёма (передачи) топлива на ходу, чего не было на старых проектах.
Два якоря Холла весом по 4 т на цепях длиной 300 м и калибром 53 мм и адмиралтейский якорь массой 1,25 т.
Энергетику корабля дополняли три дизель-генератора по 600 кВт и три по 300 кВт.
Средства телеметрии и траекторных измерений были совершенно типичны для кораблей экспедиции. Они дополнились новой системой стабилизации «Пингвин» и СЕВ «Кипарис».

## Служба
«Чумикан» на «Дальзаводе» проходил текущий ремонт с дооборудованием с мая 1977 г. по декабрь 1977 г., текущий ремонт с января 1981 г. по май 1981 г., средний ремонт с модернизацией с января 1985 г. по июнь 1986 г. Модернизация в 1977 г. позволила использовать на корабле комплекс космической связи «Сургут-Аврора». Это было жизненно необходимо для организации связи с космонавтами, точнее, с бурно развивающимися орбитальными станциями. Сразу после этого «Чумикан» совершил самый длительный свой поход — 139 сут с 2.06 по 19.10.1978 г.
«Чажма» — средний ремонт с 1.07.1986 по 30.03.1988 г.
На счету этих очень мореходных кораблей значатся заметные события в истории флота. КИК «Чажма» в 1975 г. вел разведку по попыткам американского флота при помощи судна-платформы «Гломар Эксплорер» поднять советскую атомную лодку К-129, погибшую при невыясненных обстоятельствах.

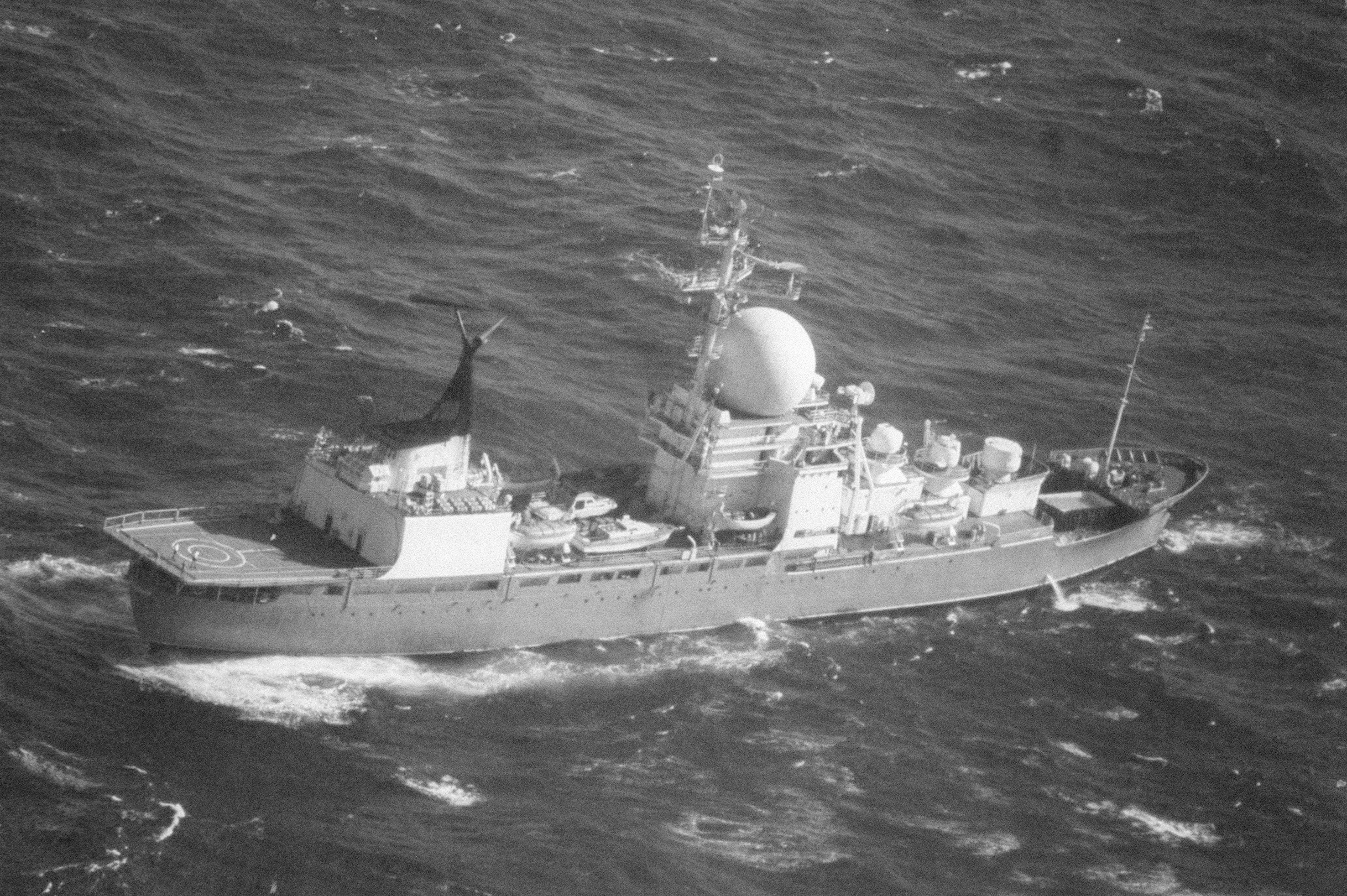
КИК «Чумикан»

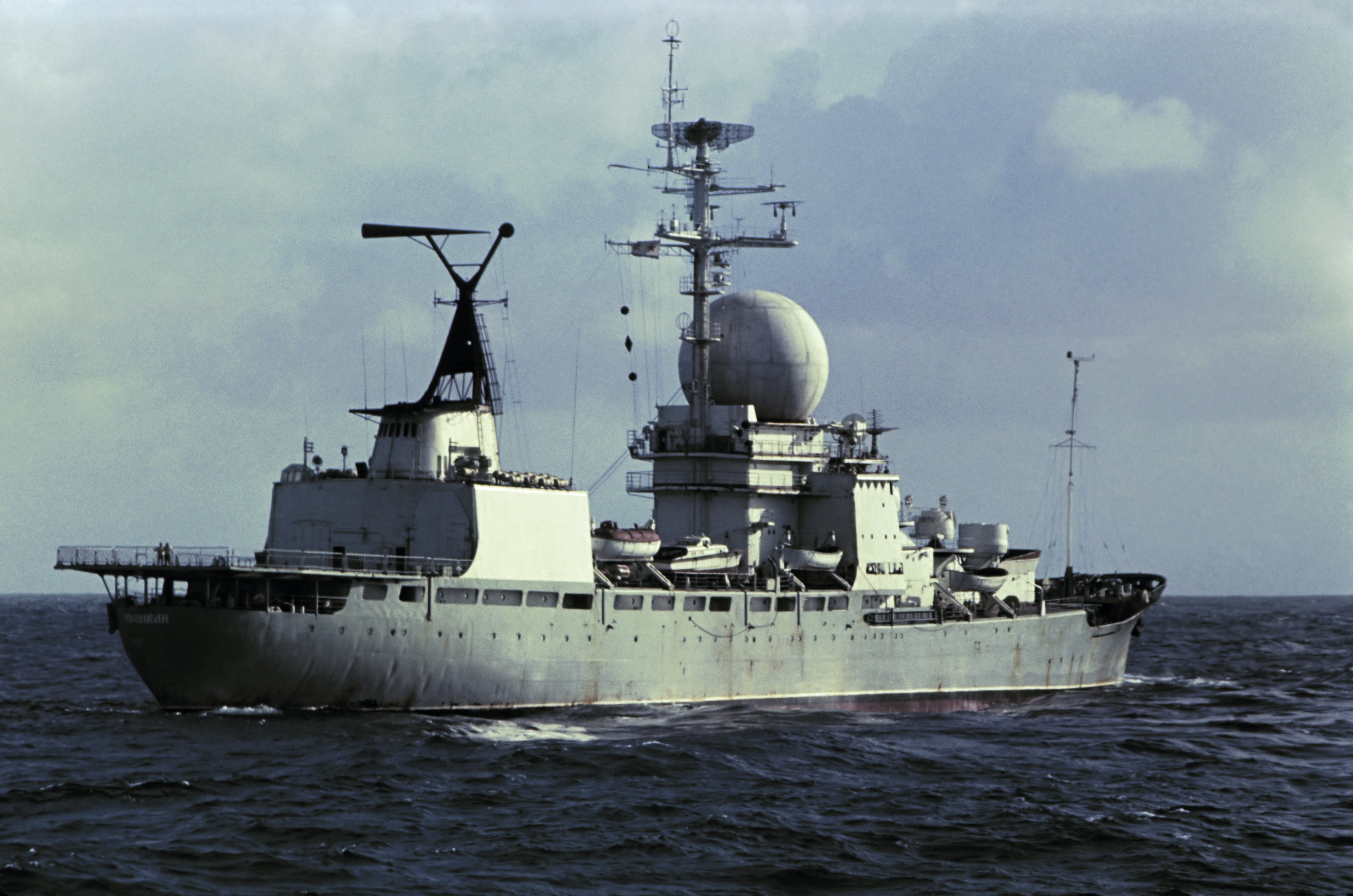
КИК «Чумикан»

КИК «Чумикан» в 1970 г. был привлечён к операции по спасению космического корабля США «Аполлон-13», когда в 328 000 км от Земли на его борту неожиданно вышла из строя энергетическая установка. На Земле была срочно создана группа НАСА по руководству возвращением «Аполлона-13», к расчетному месту приводнения направлен авианосец «Иводзима».
16 апреля 1970 в газетах была опубликована телеграмма Председателя Правительства СССР А. Н. Косыгина президенту США Р. Никсону. А. Н. Косыгин сообщил, что Правительство СССР сделает все возможное для оказания помощи в поиске и спасении экипажа «Аполлона-13» после его возвращения на Землю, если такая помощь потребуется. Н. П. Каманин, помощник Главкома ВВС по космосу, распорядился подготовить к работе все средства поиска космических кораблей. Советское правительство дало указание военным и гражданским организациям СССР в случае необходимости принять все меры по оказанию содействия в спасении американских астронавтов. К месту посадки были отправлены траулер 8452, КИК «Чумикан», теплоходы «Академик Рыкачев» и «Новомосковск».
В 19 ч 43 мин от «Аполлона-13» отделилась лунная кабина. Пролетев последние тысячи километров, космический корабль с американскими астронавтами Д. Ловеллом, Ф. Хейсом и Д. Суайгертом на борту в 21 ч 08 мин приводнился в Тихом океане..
Затем КИК «Чумикан» «засветился» в западной прессе после испытательных пусков прототипа уникального корабля многоразового использования БОР в 1982—1983 годах.
21.06.1996 г. КИК «Чумикан» вышел своим ходом на ровном киле на сухой берег порта Аланг. Перед этим он оборвал якорь у побережья Индии и восстанавливал его двое суток. Последнее судно из серии рудовозов, ставших военными кораблями, честно отслужив более 30 лет, прекратило своё существование.

## Командиры кораблей пр. 1130

### КИК «Чажма»
- Калугин Анатолий Михайлович (1963-65 гг)
- Семёнов Александр Иванович (1965-67 гг)
- Максимов Юрий Александрович (1967-71 гг)
- Клёмин Лир Ефимович (1971- 82 гг)
- Чебанов Леонид Викторович (1982-85 гг)
- Шевченко Юрий Иванович (1985-87 гг)
- Никольченко Александр Кузьмич (1987-93 гг)

### КИК «Чумикан»
- Матвеев Андрей Иванович (1962-67 гг)
- Молодых Анатолий Афанасьевич (с 1967)
- Скупский Владимир Абрамович
- Трунин Константин Николаевич до 1972.
- Макаров Анатолий Александрович (1972-79 гг)
- Попов Фёдор Павлович (1979-85 гг)
- Новиков Владимир Петрович (1985-92 гг)
- Конобиевский Игорь Анатольевич (1992-1994 гг)